# المتهم (فلم 1980)
المتهم هو فيلمٌ مصريٌ أُنتج عام 1980. وهو أول فيلم تظهر فيه الممثلة دلال عبد العزيز.

## قصة الفيلم
علي موسى (محمود عبد العزيز)، رجل يعيش مع أخته ليلى (دلال عبد العزيز)، ويقومان برعاية ابني أختهما المتوفاة من زوجها رؤوف (جلال عيسى)، والذي يسعى للزواج من ليلى.
يسافر علي موسى إلى الإسماعيلية للقاء حبيبته سهير (ماجدة الخطيب)، المهندسة بإحدى شركات المقاولات. لكنه يشاهد في الطريق رجلاً على دراجة (أحمد بدير)، ممسكاً شاحنة نقل بشكل خطر، ويقود الشاحنة رشدي البنهاوي (حمدي أحمد)، ويرافقه صديقه إبراهيم الأبيض (أحمد نبيل). يتعثر الرجل الممسك بالشاحنة (واسمه أبو المعاطي) ويموت، ولا يكترث به السائق. يتوقف على موسى لإنقاذ الرجل. لكن أقارب الرجل ينقضون عليه لاعتقادهم أنه هو من صدمه.
يُسلّم علي موسى للشرطة، ويحاول نفي تهمة ضرب الرجل بالسيارة دون جدوى، فيُحكم عليه بالسجن ثلاث سنوات، وما زاد الطين بلة رغبة الشيخ عبد العليم (إبراهيم عبد الرازق)، عم القتيل، أن يقتل علي ثأراً لمقتل ابن أخيه. في المقابل فإن رشدي البنهاوي، يرفض الاستماع لنصيحة صديقه إبراهيم بأن يسلم نفسه، وتنفض صداقتهما ويتزوج رشدي من سيدة أعمال ثرية (فريدة سيف النصر).
يذهب علي موسى للإسماعيلية بنفسه ليتتبع أثر الشاحنة التي قتلت أبو المعاطي، بل ويلتقي بإبراهيم صديق رشدي، ويطلب منه الاعتراف بالحقيقة. ومع مرور الوقت تتعرف الشرطة على مكان رشدي، وإبراهيم، ويُلقى القبض عليهما، ويُبرّئ علي موسى.

## شخصيات الفيلم
- محمود عبد العزيز في دور علي موسى.
- ماجدة الخطيب في دور سهير، خطيبة علي.
- دلال عبد العزيز في دور ليلى، أخت علي.
- جلال عيسى في دور رؤوف، زوج أخت علي المتوفاة.
- حمدي أحمد في دور رشدي البنهاوي، سائق الشاحنة.
- أحمد نبيل في دور إبراهيم الأبيض، صديق رشدي.
- أحمد بدير في دور أبو المعاطي، القتيل.
- إبراهيم عبد الرازق في دور عبد العليم، شيخ قبيلة الزاوي، وعم القتيل.
- فريدة سيف النصر في دور المعلمة، زوجة رشدي.
- سعيد عبد الغني في دور أحمد رفعت المحامي.

## وصلات خارجية
- مقالات تستعمل روابط فنية بلا صلة مع ويكي بيانات
- المتهم على كاروهات

## مصدر
1. ↑  بعد أربعة أشهر من الدراما الإنسانية والتسريبات والشائعات: رحيل دلال عبد العزيز يذّكر بغياب سمير غانم نسخة محفوظة 12 فبراير 2022 على موقع واي باك مشين.